# Mike Haynes
Michael James Haynes (Denison, 1º luglio 1953) è stato un giocatore di football americano, di nazionalità statunitense, che ha giocato nel ruolo di cornerback per i New England Patriots e i Los Angeles Raiders della National Football League (NFL). Fu scelto nel corso del primo giro (5º assoluto) del Draft NFL 1976 dai Patriots. Nel 1997 è stato inserito nella Pro Football Hall of Fame.

## Carriera professionistica

### New England Patriots
Mike Haynes fu selezionato come quinto assoluto del Draft 1976 dai New England Patriots. Egli disputò una sensazionale annata da rookie mettendo a segno 8 intercetti e guidando la AFC con 608 yard guadagnate su 45 ritorni dai punt. Quell'anno, Haynes diede ai Patriots il loro primo touchdown della storia segnato sul ritorno di un punt. Già nella sua prima annata da professionista si guadagnò la convocazione per il Pro Bowl, la prima di 9 selezioni. Inoltre fu premiato come Rookie difensivo dell'anno. Nel 1976 i Patriots chiusero con un record di 11-3 qualificandosi per i playoff per la prima volta in tredici anni. Nel primo turno i Patriots persero con gli Oakland Raiders 24-21. Nel 1978 Haynes mise a segno 6 intercetti ritornandone uno in touchdown contro i Baltimore Colts. I Patriots vinsero la loro division ma persero con gli Houston Oilers nei playoff. Mike Haynes disputò altre 4 stagioni nel New England con nove intercetti e un singolo touchdown nel 1980 contro gli storici rivali dei Patriots, i New York Jets.
Haynes totalizzò 28 intercetti e 1.159 su 111 ritorni, a una media di 10,4 yard per ritorno durante la sua permanenza ai Patriots. Egli disputò 58 gare consecutive come titolare prima di rimanere fuori per infortunio alla fine della stagione 1979. Mike Haynes fu inserito nella Patriots Hall of Fame nel 1994 e il suo numero venne ritirato dallo franchigia.

### Los Angeles Raiders
Haynes passò ai Raiders nel novembre 1983, in cambio della prima scelta assoluta del Draft NFL 1984 e la seconda scelta del Draft NFL 1985. Dopo aver disputato le ultime cinque gare della stagione regolare, partì come titolare nel Super Bowl XVIII vinto dai Raiders, mettendo a segno un intercetto e un tackle nella partita. Il suo partner ai Raiders nella linea secondaria era Lester Hayes e i due vennero presto considerato una delle migliori coppie di cornerback della lega. Più tardi il general manager dei Washington Redskins, sconfitti nel Super Bowl, Bobby Beathard disse che Haynes aveva fatto spostare pesantemente l'ago della bilancia in favore dei Raiders.
In sette stagioni coi Raiders, Haynes ritornò solo un punt ma vi aggiunse 18 intercetti per un totale in carriera di 46 che ritornò per 688 yard e 2 touchdown, compreso il record di franchigia di 97 nel 1984 contro i Miami Dolphins. Haynes fu inserito nella formazione ideale della stagione All-Pro nel 1977, 1978, 1982, 1984 e 1985 e nella miglior squadra della AFC per otto volte.
Nel 1997, Mike fu inserito nella Pro Football Hall of Fame. Nel 1999 fu classificato al numero 93 nella classifica dei migliori giocatori di tutti i tempi da The Sporting News e nel 2009 al numero 49 nella stessa classifica stilata da NFL Network.

## Palmarès
- Super Bowl : 1 Vincitore del Super Bowl XVIII
- (9) Pro Bowl (1976, 1977, 1978, 1979, 1980, 1982, 1984, 1985, 1986)
- (5) All-Pro (1977, 1978, 1982, 1984, 1985)
- Formazione ideale del 75º anniversario della National Football League
- Formazione ideale della NFL degli anni 1980
- Rookie difensivo dell'anno (1976)
- PFWA All-Rookie Team - 1976
- Numero 40 ritirato dai Patriots
- Formazione ideale del 50º anniversario dei Patriots
- Formazione ideale del 100º anniversario della National Football League
- Pro Football Hall of Fame (dal 1997)
- Classificato al #49 tra i migliori cento giocatori di tutti i tempi da NFL.com